# Aristolochia obliqua
Aristolochia obliqua S.M.Hwang – gatunek rośliny z rodziny kokornakowatych (Aristolochiaceae Juss.). Występuje endemicznie w południowych Chinach, w prowincji Junnan.

## Morfologia
PokrójKrzew o pnących i nagich pędach.
LiścieMają owalny lub podłużnie lancetowaty kształt. Mają 12–16 cm długości oraz 4–6,5 cm szerokości. Z ostrym lub krótko spiczastym wierzchołkiem. Ogonek liściowy jest nagi i ma długość 3–4 cm.
KwiatyZygomorficzne, pojedyncze. Mają żółtawą barwę. Dorastają do 15 mm długości i 8 mm średnicy. Mają kształt wygiętej tubki.

## Biologia i ekologia
Rośnie w lasach mieszanych. Występuje na wysokości od 2200 do 2600 m n.p.m. Kwitnie w czerwcu.

## Ochrona
W Czerwonej księdze gatunków zagrożonych został zaliczony do kategorii VU – gatunków narażonych na wyginięcie.